# جوتورنا

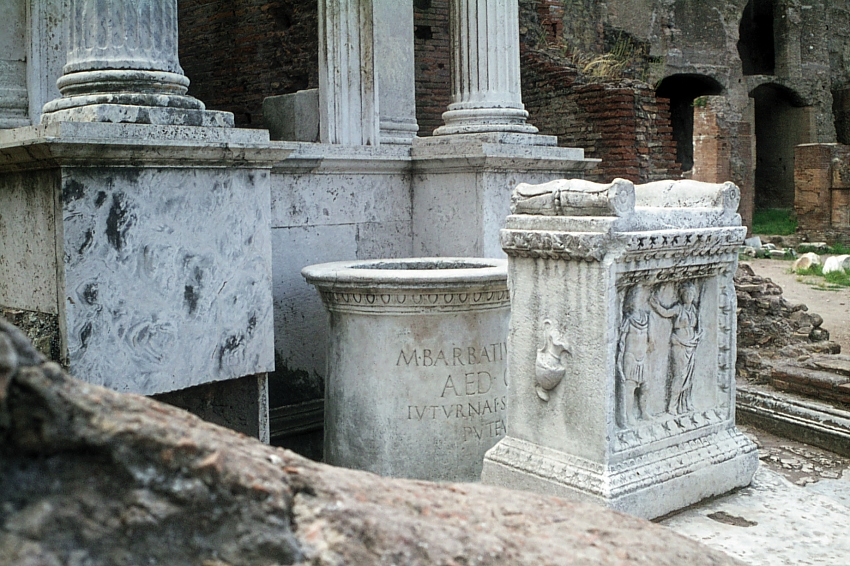
پل جوتارنا

جوتورنا (انگلیسی: Juturna) در اسطوره‌شناسی روم و دین در روم باستان، جوتورنا یا دیوتورنا، ( ایزدبانوی چشمه‌ها، چاه‌ها و چشمه‌ها و مادر فونتوس اثر ژانوس بود.